# Pat Garrett & Billy the Kid
Pat Garrett & Billy the Kid es el duodécimo álbum de estudio del músico estadounidense Bob Dylan, publicado por la compañía discográfica Columbia Records en julio de 1973. Sirve de banda sonora al largometraje Pat Garrett y Billy the Kid, dirigido por Sam Peckinpah y en el cual actuó el propio músico bajo el personaje de «Alias».
Integrado mayoritariamente por música instrumental e inspirada por el largometraje, Pat Garrett & Billy the Kid incluyó también «Knockin' on Heaven's Door», una de las canciones más representativas del catálogo de Dylan, que alcanzó el top 20 en el Reino Unido y los Estados Unidos. Tras su lanzamiento, el álbum obtuvo reseñas generalmente mixtas de la prensa musical y pasó desapercibido a nivel comercial, alcanzando el puesto dieciséis en la lista estadounidense Billboard 200, donde fue certificado como disco de oro por la RIAA al superar el medio millón de copias vendidas en los Estados Unidos, y el veintinueve en la lista de discos más vendidos del Reino Unido.

## FilmandoPat Garrett and Billy the Kid
Rudy Wurlitzer, guionista de Pat Garrett y Billy the Kid y conocedor previo del trabajo musical de Dylan, le pidió que proporcionara un par de canciones a la película. Poco después, Dylan interpretó la canción «Billy» al director Peckinpah, que encontró la actuación muy emotiva, y ofreció a Dylan una parte en el reparto del largometraje en el acto. El músico acabó interpretando el papel de «Alias», un miembro de la cuadrilla de Billy el Niño. En noviembre de 1972, con el comienzo del rodaje, Dylan y su familia se trasladaron a Durango, México, donde se llevó a cabo la filmación. El rodaje duró de finales de 1972 a comienzos de 1973.

## Grabación
La primera sesión de la banda sonora de Pat Garrett & Billy the Kid tuvo lugar el 20 de enero de 1973 en los CBS Discos Studios de Ciudad de México. A pesar de grabar múltiples tomas de «Billy» y los descartes «Under Turkey», «Billy Surrenders», «And He's Killed Me Too», «Goodbye Holly» y «Peco Blues», la única canción grabada ese día e incluida en la banda sonora fue «Billy 7». Un mes después, Dylan pasó dos días en los Burbank Studios de Burbank (California), donde grabó el resto de las canciones, así como los descartes «Sweet Armarillo» y «Rock Me Mama».

## Canciones descartadas
Las sesiones de grabación en Ciudad de México produjeron dos descartes notables: «Pecos Blues», un tema instrumental basado en la canción tradicional «What Does the Deep sea Say?», y la composición «Goodbye Holly». Ambas canciones fueron rechazadas de la banda sonora pero aparecieron en bootlegs. Por otra parte, las sesiones en Burbank produjeron algunas grabaciones espontáneas, incluyendo una jam titulada «Sweet Amarillo» y una improvisación titulada «Rock Me Mama». Ninguna de las dos fueron seriamente consideradas para la banda sonora, ya que surgieron en un tiempo libre antes que durante el trabajo real. La segunda fue reescrita y grabada como «Wagon Wheel» por el grupo de Nashville Old Crow Medicine Show y posteriormente por artistas como Against Me!.

## Recepción
Tras su publicación, Pat Garrett & Billy the Kid obtuvo en general reseñas mixtas de la prensa musical. Robert Christgau de Village Voice lo describió como «dos nuevas canciones de Dylan de lo mediocre a lo excelente, cuatro buenas y originales voces de Bobby, y una gran cantidad de música Schmylan». Jon Landau, en su crítica para la revista Rolling Stone, escribió: «Es tan inepto, poco profesional y vergonzoso como Self Portrait. Y tiene toda la pinta de desastre comercial, un coqueteo que es aparentemente parte de un intento por liberarse de las obligaciones impuestas anteriormente por su público», mientras que Bill Flanagan la definió como «una banda sonora que pierde mucho sin la película». En el mismo sentido, Wilson y Alroy escribieron: «Solo hay un par de temas con voz, incluyendo el clásico "Knockin' on Heaven's Door" y tres versiones de "Billy", que básicamente cuenta la trama de la película. Varios de los temas instrumentales son interesantes, particularmente "Bunkhouse Theme" y la inquietante "Final Theme", con la melodía interpretada por una flauta; pero en general casi no se encuentra entre la obra más perdurable de Dylan».
A pesar de la tibia recepción de la banda sonora, dio lugar a un notable éxito con «Knockin' on Heaven's Door», versionada por una larga lista de artistas entre los que figuran Eric Clapton y Guns N' Roses, entre otros. Años después, «Knockin' on Heaven'sDoor» sigue siendo una de las canciones favoritas entre la crítica y el público.
El álbum también pasó desapercibido en el plano comercial. Alcanzó el puesto dieciséis en la lista estadounidense Billboard 200, el peor registro de Dylan en el país desde el lanzamiento de Another Side of Bob Dylan diez años antes; sin embargo, fue certificado como disco de oro por la RIAA al superar el medio millón de copias vendidas. En el Reino Unido, Pat Garrett & Billy the Kid alcanzó el puesto veintinueve, la peor posición para un disco de Dylan desde el inicio de su carrera musical y solo superado por Knocked Out Loaded en 1986.
Después de que Peckinpah completara su edición de Pat Garrett y Billy the Kid, MGM reeditó la película sin su entrada, eliminando varias escenas importantes y recolocando gran parte de la música de Dylan en el proceso. La película de Peckinpah fue publicada con críticas variadas, aunque una revaluación del largometraje con la restauración de la versión original en 1984 llevó a considerarla una de las obras más importantes del director. 
Después de ser testigo de las batallas entre Peckinpah y MGM, Dylan sufrió sus propios problemas con Columbia Records. Después de años de actividad musical mínima, la compañía —a excepción de Clive Davis, su presidente— tenía poco interés en renegociar su contrato una vez expirado en 1972. Aunque Davis había sido un apoyo de Dylan en la compañía, fue víctima de un golpe corporativo: cuando había finalizado los detalles del nuevo contrato con Bob, Davis fue despedido por el presidente de CBS, Arthur Taylor, el 29 de mayo. Mientras tanto, el incidente agrió la relación de Dylan con CBS y fue convencido por David Geffen para que firmara un nuevo contrato con Asylum Records, bajo el cual publicó sus dos siguientes trabajos: Planet Waves y Before the Flood, ambos en colaboración con The Band. 

## Lista de canciones
Todas las canciones escritas y compuestas por Bob Dylan. 
| Cara A |                                       |          |  |
| N.º    | Título                                | Duración |  |
| 1.     | «Main Title Theme (Billy)»            | 6:07     |  |
| 2.     | «Cantina Theme (Workin' for the Law)» | 2:57     |  |
| 3.     | «Billy 1»                             | 3:57     |  |
| 4.     | «Bunkhouse Theme»                     | 2:17     |  |
| 5.     | «River Theme»                         | 1:30     |  |

| Cara B |                             |          |  |
| N.º    | Título                      | Duración |  |
| 1.     | «Turkey Chase»              | 3:34     |  |
| 2.     | «Knockin' on Heaven's Door» | 2:32     |  |
| 3.     | «Final Theme»               | 5:23     |  |
| 4.     | «Billy 4»                   | 5:04     |  |
| 5.     | «Billy 7»                   | 2:10     |  |

## Personal
- Bob Dylan: guitarra rítmica
- Booker T. Jones: bajo
- Bruce Langhorne: guitarra acústica
- Roger McGuinn: guitarra
- Russ Kunkel: pandereta y bongos
- Carol Hunter: guitarra de doce cuerdas y coros
- Donna Weiss: coros
- Priscilla Jones: coros
- Byron Berline: violín y coros
- Jolly Roger: banjo
- Terry Paul: coros
- Jim Keltner: batería
- Brenda Patterson: coros
- Carl Fortina: armonio
- Terry Paul: bajo
- Gary Foster: flauta
- Fred Katz: chelo
- Ted Michel: chelo

## Posición en listas
| País           | Lista             | Posición |
| -------------- | ----------------- | -------- |
| Australia      | ARIA Albums Chart | 28       |
| Estados Unidos | Billboard 200     | 16       |
| Reino Unido    | UK Albums Chart   | 29       |

| Sencillo                    | País           | Lista             | Posición |
| --------------------------- | -------------- | ----------------- | -------- |
| «Knockin' on Heaven's Door» | Estados Unidos | Billboard Hot 100 | 12       |
| «Knockin' on Heaven's Door» | Reino Unido    | UK Singles Chart  | 14       |